# Vosnon
Vosnon är en kommun i departementet Aube i regionen Grand Est (tidigare regionen Champagne-Ardenne) i nordöstra Frankrike. Kommunen ligger  i kantonen Ervy-le-Châtel som ligger i arrondissementet Troyes. År 2022 hade Vosnon 237 invånare.

## Befolkningsutveckling
Antalet invånare i kommunen Vosnon
Referens: INSEE